# Pseudotelphusa scalella
Pseudotelphusa scalella là một loài bướm đêm thuộc họ Gelechiidae. Nó được tìm thấy ở châu Âu.
Sải cánh dài 11–15 mm. Bướm mọc cánh từ tháng 5 đến tháng 6 tùy theo địa điểm.
Ấu trùng ăn rêu, địa y và Quercus robur.